# Harald Rabe
Karl August Harald Rabe, född 27 juli 1897 i Ekenäs i Finland, död 17 oktober 1977 i Kista, var en svensk psykiater. Han var far till Folke Rabe och Henrik Rabe.
Rabe var son till metodistpastor Herman Rabe och Annie Bergroth samt bror till Sven Rabe. Efter studentexamen i Gävle 1915 blev Rabe medicine kandidat 1919 i Lund och medicine licentiat i Stockholm 1924. Han var extra läkare vid Västerviks hospital 1920–1921, assistentläkare vid Västerviks lasarett 1921, extra läkare vid Lunds hospital 1922, vid Västerviks hospital 1923–1924, Uppsala hospital 1925, underläkare vid Långbro sjukhus 1925, biträdande läkare där 1928–1932, biträdande läkare vid Hjälpbyrån för psykiskt sjuka 1929–1930, föreståndare där 1931, t.f. överläkare vid Stockholms stads öppna vård av psykiskt sjuka 1931 och överläkare vid Beckomberga sjukhus 1932–1954. 
Rabe var som ansvarig läkare på Beckomberga sjukhus inblandad i Haijbyaffären. Beträffande Haijbys intagning 1941 medgav Rabe i hovrätten att denna skett "formellt frivilligt, reellt nog med tvång eller påstötning bakom". 
Rabe erhöll fältläkarstipendium 1925 och var bataljonsläkare i Fältläkarkårens reserv från 1929. Han tilldelades Sankt Eriksmedaljen 1947. År 1932 översatte han Theodoor Hendrik van de Veldes Fruktsamheten i äktenskapet och dess avsiktliga kontroll. Rabe är begravd på Bromma kyrkogård.